# 佛教社会主义
佛教社会主义（Buddhist Socialism）是一种主张在佛教的基础之上建设社会主义或将社会主义与佛教世界观相结合的政治思想。
佛教社会主义兴起于二战前後，是民族独立和民主化运动的浪潮中的一员。受西方社会提出基督教社会主义的影响，佛教传统社会国家的政治家也提出了佛教化的社会主义主张。该主义的内部主张差异较大，但共同特点是以佛教思想爲基础，结合马克思主义思想并实现社会主义理想社会，如要求国家为所有人提供必要的食物、住所、衣物和药品，并爲废除或改进阶级分化，为展开佛教传统基础上的道德文化运动（campaigns for morality），及为工人农民阶级思想改造上作出贡献。佛教社会主义曾在东南亚佛教国家有较大市场，自称或被称为佛教社会主义者的有佛使比丘、所罗门·班达拉奈克、吴努与诺罗敦·西哈努克等。在汉传佛教地区以释太虚等为主。

## 歷史
在有佛教传统的东南亚各国，佛教社会主义运动是和佛教复兴运动及民族独立运动联系起来的。不过，这些政治家通常是以社会主义来包装自己的政治主张，不一定完全信仰马克思主义，或者是马克思理论和佛教理论的杂糅，用柬埔寨领袖西哈努克的话来说：“从我内心讲，像绝大多数柬埔寨人一样，我应该是信仰的混合体，在我内心深处的，应该是各种信仰与哲学的混合物。我受过法国教育，受到法国文化和哲学的影响。也接受过僧侣的教育，我曾做过三个月的僧人，所以应该是种复杂的混合。”。
西哈努克当选国家元首後曾写了《佛教社会主义》一文阐述政治观点，他希望保留君主制和社会传统，并通过佛教的慈悲仁爱思想唤醒人们的正义和忠诚之心，实现王权、佛教、国家的有机结合，以此促进国家的建设和繁荣。他自称自己的社会主义是实用主义的和民族主义的，“是参照了关于社会方面最先进的佛教教义”的。
在缅甸，吴努的奈温政府试图用佛教教义来阐述社会主义现象和理想，但鲜明地反对马克思主义唯物论。不过，即使是奈温政府内部，其佛教社会主义的主张也有分歧。并且在他们的世界观中，佛教的地位无可撼动，社会主义是作为从属的、被利用的地位。後世学者认为，其所谓的“社会主义”，更像是佛教哲学与人道主义结合的产物。
在东亚地区也有类似的思潮。韩国佛教学者韩永恩在1931年的一次采访中谈到了他探索佛教社会主义的愿望：“我最近打算写有关佛教社会主义的文章。就是基督教社会主义是基督教的思想体系一样，佛教也必须有佛教社会主义。”。中国则有中国僧人释太虚在阅读学者章太炎的《建立宗教论》、《五无论》、《俱分进化论》等文後，提出“佛教社会主义”。其主张更适应中国的国情，与东南亚国家所言佛教社会主义有一定差异。不过就主张用佛教道德感化人民，唤起他们的良知，以此净化社会的主张，与西哈努克的佛教社会主义思想有相通之处。当时的中国学者所提倡的佛教社会主义派别较多，总的特点是都接近无政府主义，自然无法得到掌权者的支持，以致于太虚在晚年已闭口不谈该“佛教社会主义”。

## 發展
在社会主义国家，政权通常会对佛教进行政治改造，在此背景下佛教理论与社会主义理论的结合出现了新的發展。
在柬埔寨，佛教被认为和马克思主义没有根本冲突。佛陀捨弃身家与无产阶级站在一起，并主张众生平等，和马克思主义一样都是为了消灭压迫、解放人类的终极目标而努力。但柬埔寨基於唯物论的基本要求，不接受佛教对超自然力量的应用和解释，并对其进行改造，此後该国的佛教传统才得以保留。老挝政权持相似观点。
二十世纪四十年代後，一批接受了马克思主义思想的中国佛教居士积极地探索佛教与马克思主义的融通，王小徐、汤瑛等人认为马克思主义不及佛教理论，尤智表、苏渊雷等人认为两者等量齐观，而温光熹、陈铭枢等人则开始寻求以马克思主义指导佛教，创建新的佛教理论体系。温光熹在《做什么》、《社会主义的社会还要不要佛法》、《怎样搞通我们的思想问题》、《世界文化大势与佛学前途》等文中提出佛教站在被压迫阶级一边，最终要消灭剥削阶级走向人类社会的统一，所谓新佛法就是服务于广大人民群众的科学的、大众的、民族的佛法，是与马克思主义哲学相结合的社会主义的佛法。他还将大乘佛教的“心”、“识”与马克思主义作了对比和阐發，试图从哲学层面融通佛教理论与马克思主义理论。
中共领导人毛泽东对佛教的辩证法是欣赏的，对汉传佛教典籍《六祖坛经》体现出的平民化倾向也有较高评价，称之爲“是劳动人民的”，他曾说佛陀是“从被压迫民族中产生的人……是代表当时在印度受压迫的人讲话，为了免除众生的痛苦，他不当王子，出家创立佛教”。瞿秋白也对菩萨精神表达了赞赏，并表示参加革命是受到其影响。但他们并不主张将佛教和社会主义结合，相反，在中华人民共和国建立後，中共政权以毛泽东对佛教的意见为基准，多次对佛教进行适应性改造。近年来，中国政府对宗教界政策加进了社会主义化的引导改造，提出“坚持佛教中国化，促进汉传佛教与藏传佛教与社会主义社会相适应”的口号，表明是将佛教置於社会主义之下，而只将佛教视为传统文化的一部分加以保留，發揚与社会主义一致的思想，不提倡甚至不支持非唯物的思想与行为，严格将佛教宗教活动限制在寺院内。朝鲜、越南的做法和中国情况相似。
时至今日，以社会主义思想来改造佛教成为了佛教与社会主义共存的主流，而以佛教思想来建设社会主义的“佛教社会主义”的提法已鲜有见到。不过，和佛教社会主义思想一样具有民本、人道和平民化主张的左翼佛教、人间佛教正在当今时代焕发出新的生机。